# Gen V
The Boys présentent : Les Diaboliques
Gen V, ou Génération V au Québec, est une série télévisée américaine de super-héros développée par Michele Fazekas et Tara Butters et basée sur la bande dessinée du même nom de Garth Ennis et Darick Robertson et plus particulièrement de l'arc narratif We Gotta Go Now. Elle est diffusée depuis le 29 septembre 2023 sur Amazon Prime Video.
Il s'agit d'un spin-off à la série télévisée The Boys.

## Synopsis
Des jeunes gens avec des pouvoirs sont mis à rude épreuve et subissent de nombreux tests au sein de la Godolkin University School of Crimefighting tenue par Vought International,.

## Distribution

### Acteurs principaux
- Jaz Sinclair (VF : Amélia Ewu ; VQ : Naïla-Victoria Louidort-Biassou) : Marie Moreau
- Chance Perdomo (VF : Simon Koukissa-Barney ; VQ : Patrick Emmanuel Abellard) : Andre Anderson
- Lizze Broadway (VF : Sara Chambin ; VQ : Marie-Laurence Boulet) : Emma Meyer / Mini Cricket (Little Cricket en VO)
- Maddie Phillips (VF : Anne-Charlotte Piau ; VQ : Sandrine Fagnant) : Cate Dunlap
- Derek Luh (en) (VF : Esteban Oertli ; VQ : Nicolas Poulin) et London Thor (VF : Lila Lacombe ; VQ : Marguerite D'Amour) : Jordan Li
- Asa Germann (VF : Clément Moreau ; VQ : Alexandre Bacon) : Sam Riordan
- Shelley Conn (VF : Flora Brunier ; VQ : Émilie Josset) : Indira Shetty, la doyenne.

### Acteurs récurrents
- Patrick Schwarzenegger (VF : Romain Altché) : Luke Riordan / Golden Boy
- Maia Jae Bastidas (VF : Lisa Caruso) : Justine
- Dan Beirne (en) (VF : Olivier Martret) : Jeff
- Clancy Brown (VF : Patrick Bonnel) : Pr Richard « Rich Brink » Brinkerhoff
- Alexander Calvert[3] (VF : Léo Faure) : Rufus
- Sean Patrick Thomas (VF : Terrence Amadi) : Polarity
- Marco Pigossi (en) (VF : Hugo Richet) : Dr Edison Cardosa
- Jackie Tohn (VF : Anne Levallois) : Courtenay Fortney
- Matthew Edison (en) (VF : Xavier Béja) : Cameron Coleman
- Robert Bazzocchi (VF : Frédéric Philippe) : Liam
- Alexandra Castillo (es) : Vanessa

### Invités
- Elisabeth Shue (VF : Hélène Bizot) : Madelyn Stilwell (saison 1, épisode 1)
- Jessie Usher (VF : Diouc Koma ; VQ : Lyndz Dantiste) : Reggie Franklin / « A-Train » (saison 1, épisode 1)
- Colby Minifie (VF : Youna Noiret ; VQ : Catherine Brunet) : Ashley Barrett (saison 1, épisodes 2 et 8)
- P. J. Byrne (VF : Laurent Morteau ; VQ : Martin Watier) : Adam Bourke (saison 1, épisodes 2 et 8)
- Chace Crawford (VF : Rémi Bichet) : Kevin Moskowitz / l'Homme-poisson (The Deep en VO) (saison 1, épisode 3)
- Derek Wilson (VF : Gilduin Tissier) : Robert Vernon / Tek Paladin (Tek Knight en VO) (saison 1, épisode 4)
- Jason Ritter (VF : Fabrice Fara) : Jason Ritter de la télé (saison 1, épisode 4)
- Jensen Ackles (VF : Fabrice Josso ; VQ : Adrien Bletton) : Ben / le petit Soldat (Soldier Boy en VO) (saison 1, épisode 6)
- Laila Robins (VF : Frédérique Tirmont ; VQ : Élise Bertrand) : Grace Mallory (saison 1, épisode 7)
- Claudia Doumit (VF : Céline Melloul) : Victoria Neuman (saison 1, épisode 7)
- Antony Starr (VF : Jérôme Pauwels) : John « Le Protecteur » Gillman (saison 1, épisode 8)
- Karl Urban (VF : Jean-Pierre Michael) : William « Billy » Butcher (saison 1, épisode 8)

 Source et légende : version française (VF) sur RS Doublage et Doublage Séries Database

## Production

### Genèse et développement
En septembre 2020, il est annoncé qu'une série dérivée (spin-off) de The Boys est en développement. En octobre 2020, Eric Kripke révèle que la série sera en partie inspirée de la franchise Hunger Games et mettra en scène l'équipe des G-Men (mentionnée dans la saison 1 de The Boys) et initiallement prévue comme une parodie des X-Men pour l'arc narratif We Gotta Go Now.
En septembre 2021, Amazon commande officiellement la série avec Michele Fazekas et Tara Butters comme show runners.
Le titre de la série, Gen V, est officiellement dévoilé en juillet 2022.

### Attribution des rôles
Lizze Broadway et Jaz Sinclair sont annoncées en mars 2021,, suivies par Shane Paul McGhie, Aimee Carrero ou encore Maddie Phillips. Reina Hardesty rejoint officiellement la série en avril 2021.
En mars 2022, Aimee Carrero et Shane Paul McGhie quittent finalement le projet. Chance Perdomo remplace peu après Shane Paul McGhie. En avril 2022, c'est cette fois Reina Hardesty qui abandonne son rôle. Elle est ensuite remplacée par London Thor. La distribution enregistre ensuite les arrivées de Derek Luh, Asa Germann et Shelley Conn. Patrick Schwarzenegger, Marco Pigossi ou encore Sean Patrick Thomas sont ensuite confirmés. Le dernier reprend son rôle tenu dans la série d'animation The Boys présentent : Les Diaboliques.

### Tournage
Le tournage débute sur le campus de l'université de Toronto à Mississauga en mai 2022. Les prises de vues se déroulent également aux environs de Brampton dans la Claireville Conservation Area.

## Épisodes
Les trois premiers épisodes ont été mis en ligne le 29 septembre 2023, puis un nouvel épisode par semaine.
1. Godolkin University (God U.)
2. Premier Jour (First Day)
3. Think Brink (#ThinkBrink)
4. Toute la vérité (The Whole Truth)
5. Bienvenue au Club des Monstres (Welcome to the Monster Club)
6. Jumanji
7. Nausée (Sick)
8. Les Gardiens de la Godolkin (Guardians of Godolkin)